# Olympische Sommerspiele 1968/Teilnehmer (Indonesien)
| Gelbes Symbol für Goldmedaillen mit stilisierten Olympischen Ringen | Graues Symbol für Silbermedaillen mit stilisierten Olympischen Ringen | Braundes Symbol für Bronzemedaillen mit stilisierten Olympischen Ringen |
| ------------------------------------------------------------------- | --------------------------------------------------------------------- | ----------------------------------------------------------------------- |
| —                                                                   | —                                                                     | —                                                                       |

Indonesien nahm an den Olympischen Sommerspielen 1968 in Mexiko-Stadt mit einer Delegation von sechs männlichen Athleten an fünf Wettkämpfen in zwei Sportarten teil. Ein Medaillengewinn gelang keinem der Athleten.

## Teilnehmer nach Sportarten

### Gewichtheben
- Charlie Depthios
Bantamgewicht: Wettkampf nicht beendet

- Madek Kasman
Federgewicht: 13. Platz

- Irsan Husen
Halbschwergewicht: Wettkampf nicht beendet

### Segeln
- Robert Lucas
Finn-Dinghy: 35. Platz

- John Gunawan
Flying Dutchman: 29. Platz

- Tan Tjong Sian
Flying Dutchman: 29. Platz